# Ścinawka Górna

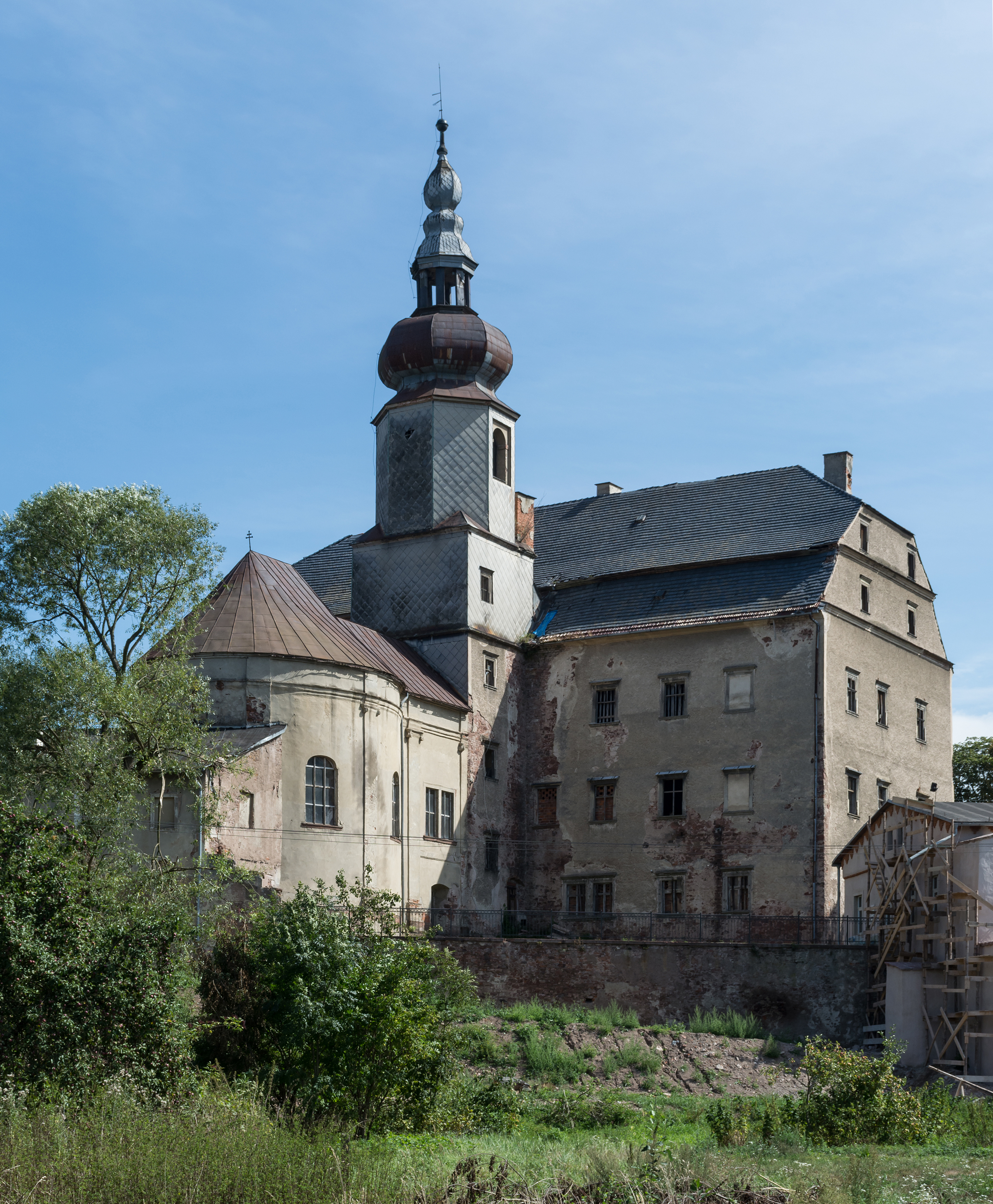
Schloss Scharfeneck 2015

Ścinawka Górna (deutsch: Obersteine); tschechisch Horní Stěnava ist ein Ort in der Stadt- und Landgemeinde Radków (Wünschelburg) im Powiat Kłodzki der Wojewodschaft Niederschlesien in Polen.

## Geographie
Ścinawka Górna liegt an der Woiwodschaftsstraße 387 im Tal der Steine (polnisch Ścinawka). Nachbarorte sind Bieganów (Biehals) und Zagorzyn (Teuber) im Nordosten, Bieganówek (Neu Biehals) und Słupiec (Schlegel) im Osten, Ścinawka Średnia (Mittelsteine) im Südosten, Ratno Dolne (Niederrathen) im Süden, Gajów (Reichenforst) im Südwesten und Sarny (Kolonie Scharfeneck) und Nordwesten. Von dort wird über die Woiwodschaftsstraße 385 der Grenzübergang Tłumaczów – Otovice erreicht. Im Westen erhebt sich der 556 m hohe Hupprich (polnisch Gardzień).

## Geschichte
Obersteine wurde erstmals 1406 erwähnt. Es wurde als Waldhufendorf angelegt und gehörte zum Distrikt Neurode im böhmischen Glatzer Land. Zusammen mit dem Schloss Scharfeneck war es im Besitz der Familie Pradel (Predel), von der es die Herren Stillfried-Rattonitz erwarben. Sie verkauften die Obersteiner Besitzungen 1565 an Gregor von Reichenbach auf Peterwitz im Herzogtum Münsterberg. Dessen Neffe Fabian von Reichenbach, Landeshauptmann von Münsterberg, erbaute um 1590 das Schloss Scharfeneck im Renaissancestil. Obwohl die Familie Reichenbach nicht am Böhmischen Ständeaufstand beteiligt war, verlor sie 1624 ihre Besitzungen.
Nach dem Tode des bisherigen Lehnsinhabers Maximilian Ferdinand von Kochtizky verlieh der böhmische Landesherr Leopold I. 1661 Obersteine mit Scharfeneck und Tuntschendorf an Johann Georg von Götzen. Er war der Sohn des kaiserlichen Generals Johann von Götzen und von 1653 bis 1679 Landeshauptmann der Grafschaft Glatz. Nach dem Ersten Schlesischen Krieg 1742 und endgültig mit dem Hubertusburger Frieden 1763 fiel Obersteine zusammen mit der Grafschaft Glatz an Preußen.
Nachdem 1771 die katholische Linie der Grafen von Götzen in männlicher Linie mit Johann Joseph (Leonhard) von Götzen erlosch, fielen Obersteine, Scharfeneck und ein Anteil von Tuntschendorf als erledigtes Lehen durch Heimfall an den preußischen König Friedrich den Großen. Er schenkte diese Lehen seinem Generaladjutanten Friedrich Wilhelm von Götzen d. Ä. aus der evangelischen Linie derer von Götzen. Dieser vererbte sie seinen Söhnen Adolf Sigismund († 1847) und Friedrich Wilhelm von Götzen d. J. Adolf von Götzen verkaufte 1871 die Rittergüter Scharfeneck und Tunschendorf nebst den zugehörigen Gütern (Kolonien Rudelsdorf und Nieder-Walditz, Freirichtergut Obersteine einschließlich Sprengergut und Wüstung) für 226.000 Reichstaler an den Fabrikbesitzer Heinrich Schneider aus Hausdorf.
Nach der Neugliederung Preußens gehörte Obersteine ab 1815 zur Provinz Schlesien, die in Landkreise aufgeteilt wurde. 1816–1853 war der Landkreis Glatz, 1854–1932 der Landkreis Neurode zuständig. Nach dessen Auflösung 1933 gehörte es wiederum zum Landkreis Glatz, mit dem es bis 1945 verbunden blieb. Seit 1874 gehörte Obersteine zusammen mit den Landgemeinden Mittelsteine und Biehals zum Amtsbezirk Mittelsteine. 1939 bestand es aus 823 Bewohnern.
Als Folge des Zweiten Weltkriegs fiel Obersteine 1945 mit dem größten Teil Schlesiens an Polen und wurde in Ścinawka Górna umbenannt. Die deutsche Bevölkerung wurde, soweit sie nicht schon vorher geflohen war, vertrieben. Die neu angesiedelten Bewohner waren zum Teil Heimatvertriebene aus Ostpolen, das an die Sowjetunion gefallen war. 1975–1998 gehörte Ścinawka Górna zur Woiwodschaft Wałbrzych (Waldenburg).

## Sehenswürdigkeiten

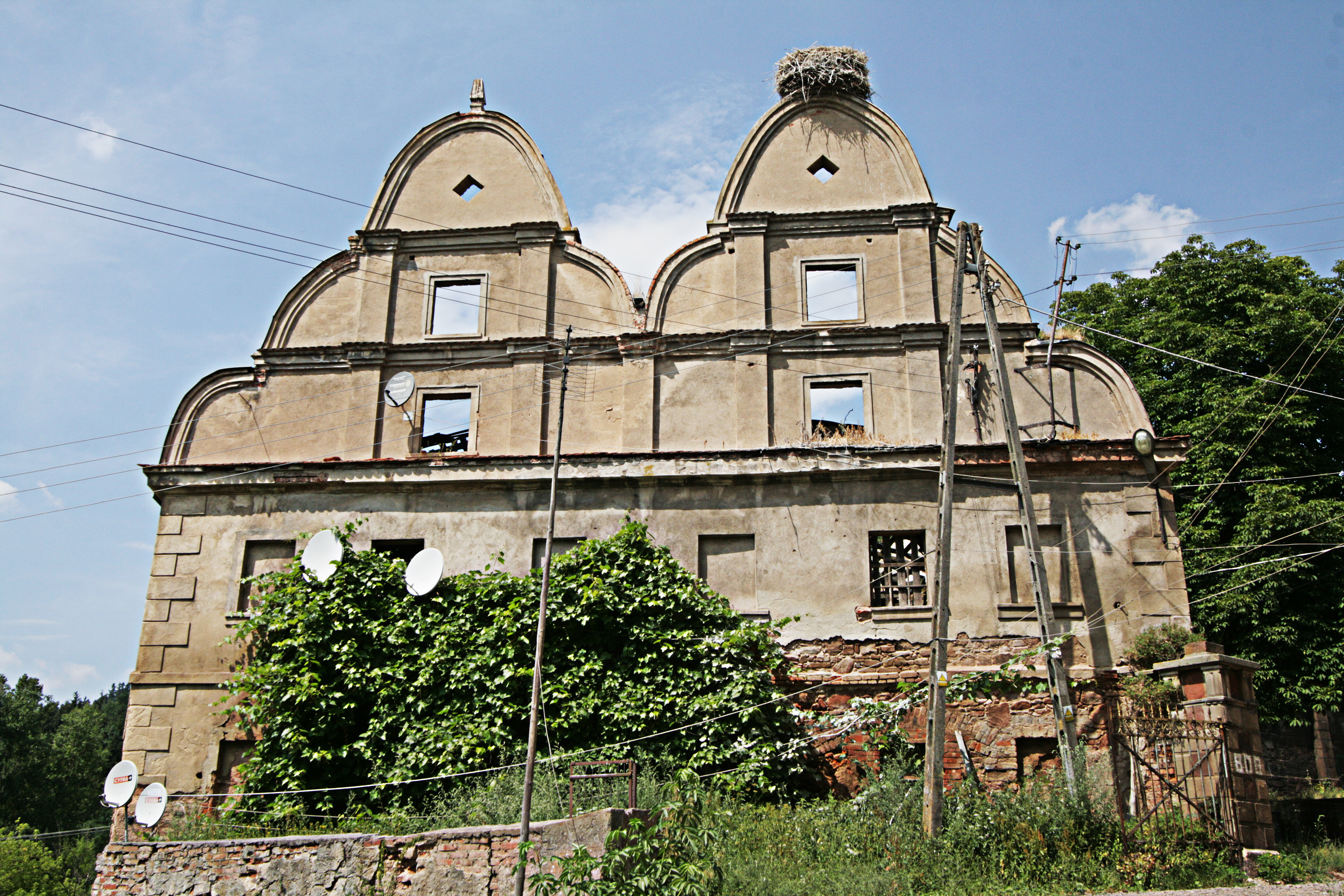
Ruine des Speichers am Schloss

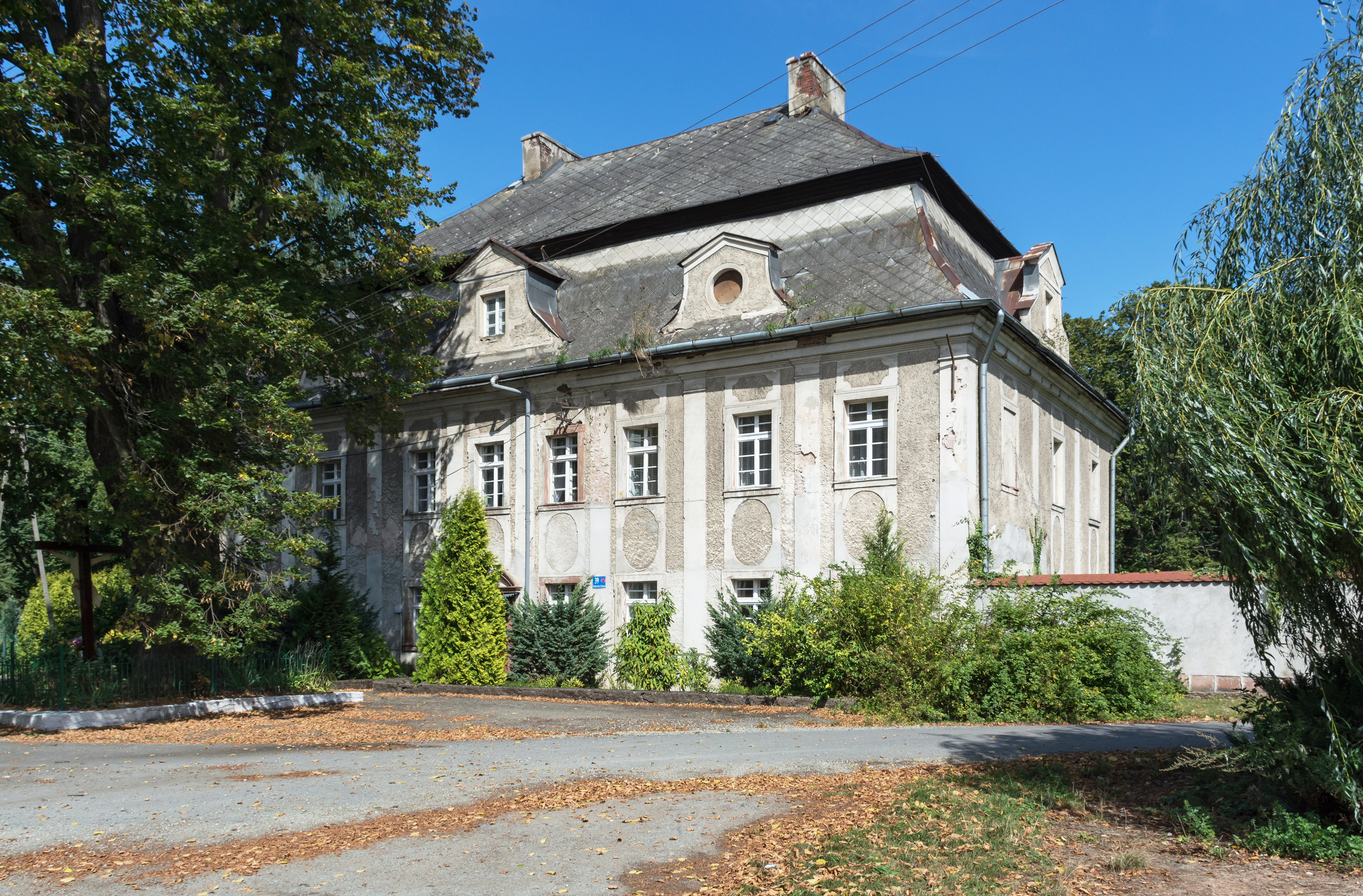
Sommerschloss

- Das Schloss Scharfeneck (Zamek Sarny) liegt auf einem hohen Felssporn an der Einmündung der Walditz in die Steine. Es wurde 1406 erstmals als ein Vorwerk von Obersteine erwähnt und 1565 von der Familie von Reichenbach erworben. 1590 wurde das Schloss unter Fabian von Reichenbach im Renaissancestil neu errichtet. Franz Anton von Götzen ließ um 1725 die dem böhmischen Landesheiligen Johannes von Nepomuk geweihte Schlosskapelle errichten. Die Fresken schuf 1738 der Glatzer Maler Johann Franz Hoffmann. Weitere Schlossumbauten erfolgten im 19. Jahrhundert. Von dem einstigen Sgraffito-Schmuck sind nur Reste erhalten. Seit 2014 werden das Schloss sowie die dazugehörigen Anlagen saniert.
- Das Vorwerk mit Walmdach aus dem Jahre 1650, in dem sich eine zweigeschossige Hofkanzlei befand, wurde Anfang des 19. Jahrhunderts umgebaut.
- 1660 wurden die Brauerei und der Speicher mit sgraffitogeschmückter Fassade errichtet.
- Das Sommerschloss (Pałac letni) östlich des Schlosses wurde im Stil des Barock um 1750 errichtet. Das Hauptportal enthielt eine Wappenkartusche der Grafen von Götzen, die 1996 entwendet wurde.
- Der Barockgarten wurde 1880 durch den Gartenarchitekten Eduard Petzold in einen Landschaftspark umgestaltet.

## Persönlichkeiten
- Franz Hartmann (1832 bis nach 1908), Reichstags- und Landtagsabgeordneter (Zentrum)
- Gustav Adolf Graf von Götzen (1866–1910), Ostafrikaforscher und Gouverneur von Deutsch-Ostafrika